# La Esquina, Salvatierra
La Esquina är en ort i Mexiko.   Den ligger i kommunen Salvatierra och delstaten Guanajuato, i den centrala delen av landet, 210 km nordväst om huvudstaden Mexico City. La Esquina ligger 1 851 meter över havet och antalet invånare är 238.
Terrängen runt La Esquina är varierad, och sluttar söderut. Runt La Esquina är det ganska tätbefolkat, med 172 invånare per kvadratkilometer. Närmaste större samhälle är Cortazar, 16,6 km norr om La Esquina. Trakten runt La Esquina består till största delen av jordbruksmark.